# Revival (televisione)
Un revival televisivo è un tentativo di far "rivivere" una serie del passato con la produzione di nuovi episodi.

## Esempi
Alcuni esempi di revival sono: Dragnet, Star Trek: The Next Generation, Arrested Development - Ti presento i miei, Battlestar Galactica, Degrassi: The Next Generation, The Shapies, Una mamma per amica - Di nuovo insieme, Invader Zim, X-Files, Prison Break, Will & Grace, Twin Peaks, iCarly, And Just Like That..., Camera Café, How I Met Your Father, Boris, A tutto reality - L'isola, Betty la fea - La storia continua.